# オオズアリ
オオズアリ（大頭蟻） Pheidole nodus は、ハチ目（膜翅目）・アリ科・フタフシアリ亜科に分類されるアリの一種。西日本では人家近くでよく見られる小型のアリで、和名通り働きアリの一部が大きい頭部を持つ、いわゆる兵隊アリとなる。赤みがかった体色も特徴でかつてはオオズアカアリ（大頭赤蟻）と呼ばれていた。体長は働きアリが約3mm、兵隊アリが約4.5mm、女王アリが6〜8mm。

## 生態
生息域は山野から都市部まで幅広く、日本ではクロオオアリやアミメアリなどと並んで身近なアリの一つである。日当たりのよい乾燥した環境よりも半日陰で湿り気のある環境に多い。土中に埋まった石に沿って巣を作る習性があり、巣口は石と土の間に開くことが多い。住宅や路上などのコンクリートの割れ目に営巣することもある。活動期は春から秋まで幅広く、羽アリが飛び出す結婚飛行は夏に行われる。
働きアリはおもに地上を徘徊して獲物を探す。地面に落ちた菓子などにもやってくるが、おもに昆虫などの小動物を餌とする。小型だが攻撃性は高く、死骸のみならず小型のイモムシやミミズなど動きが鈍い小動物を数に任せて襲うこともある。餌の探索と確保は小型働きアリが行うが、獲物が大きい場合は兵隊アリも出動して獲物を裁断し、集団で巣に運ぶ。エサ切れには弱い。
一つの巣に複数の女王がいる多雌性。

## 兵隊アリ（大型働きアリ）
オオズアリは、働きアリの一部が大柄な兵隊アリ（兵アリ）となるのが特徴である。ただし、基本的に肉食であることもあって通常の働きアリも獲物の狩りや巣の防衛に活躍しており、いわゆる兵隊アリは必ずしも攻撃、防衛の主体となるとは言い切れない。よって今日では通常の働きアリを小型働きアリ マイナーワーカー（minor worker） 、いわゆる兵隊アリを大型働きアリ　メジャーワーカー（major worker） と呼ぶことが多くなっている。
オオズアリの小型働きアリは頭が小さくスマートな体型だが、大型働きアリは小型働きアリの2倍ほど大きい体で、さらに体長の4割ほどもある大きな頭部を持つ。頭部は幅広いハート型で、細かい縦しわがあり、つやがない。この巨大な頭部には別に大きな脳が詰まっているわけではなく、大きな大顎を駆動する筋肉が詰まっており、何かに食いつき切断する力が非常に強い。
大型働きアリはかつて言われた「兵隊」の名に似つかわしくなく、強力な外敵の攻撃を受けたときにはすぐに巣の奥に引きこもってしまうことがしばしばあるが、これは1個体の大型働きアリを生み出すために必要な餌の量や労力が小型働きアリより格段に多く必要なため、貴重な大型働きアリを消耗しないよう、温存する意味があると考えられている。とはいえ、小型働きアリがいったん確保した餌場や獲物を他の種類や同種他巣のアリから防衛するのにはこの大型働きアリの活躍は見られ、こうした場合には兵隊アリの名にふさわしい活動をしているともいえる。
大型働きアリが特に活躍するのは、巣の外でもっぱら餌探しに活躍する小型働きアリの群れが、大型の昆虫のような大きな獲物を捕らえたり、やはり大型の昆虫の死体を得たときである。こうした獲物を巣に運び込むためには細かく切断する必要があるが、こうした必要に迫られたときに巣の中から大型働きアリが動員され、獲物を強力な大顎で細かく切り刻む。昆虫の愛好家が採集した標本を机の上に並べて目を離すと、室内に侵入したオオズアリや近縁種の群れがいつの間にか群がり、大型働きアリによって標本が完膚なきまでに細かく切り刻まれてしまうことがある。こうした動員時に多数のオオズアリが行列をなして移動する中で、多数の小さな働きアリの間に少数の大きな大型働きアリが混じり、よく目立つ。
また、同属の近縁種の中には大型働きアリが食物として集められた植物の種子を噛み砕いたり、液体状の食物を素嚢に貯蔵する生きた貯蔵庫となるものも知られており、オオズアリ属全体では種によってさまざまな特殊機能を担っていると考えられている。

## 分布
西日本から南西諸島にかけて分布し、国外は台湾、中国、東南アジア、インドまで広く分布する。東日本では同種は関東が最も北の分布となるが、近縁種のアズマオオズアリが広く生息しており、北海道にまで分布している。

## 他の日本産種
ミナミオオズアリ P. fervens Fr. Smith, 1858
体色は赤褐色～黒褐色。四国、九州南部以南から中国、東南アジア、オセアニアまで広く分布する。
アズマオオズアリ P. fervida Fr. Smith, 1874
日本では屋久島以北、日本以外では朝鮮半島にも分布する。和名通り東日本では平地にも見られる。オオズアリよりも明るい黄褐色をしている。
インドオオズアリ P. indica Mayr, 1879
外見や分布はオオズアリに似るが、後腹柄節が腹柄節と同じ高さであることで区別できる。捕修した土を巣口に積み上げる習性がある。
ツヤオオズアリ P. megacephala Fabricius, 1793
和名通り光沢がある。全世界の熱帯、亜熱帯に広く分布し、日本では主に南西諸島に分布するが、近年東京都、兵庫県、長崎県、鹿児島県など本土部にも侵入している。侵略的外来種である。
ナンヨウテンコクオオズアリ（ブギオオズアリ） P. parva complex
小笠原諸島を中心に、南西諸島と鹿児島県南部に分布する。外部形態から区別が困難な複数の隠蔽種を含むことが示唆されており、日本に分布するものが何者であるかの詳細は不明である。
ヒメオオズアリ P. pieli Santschi, 1925
オオズアリの中では最も小型で、森林に生息する。西日本、中国、朝鮮半島に分布する。本種のメジャーワーカーは餌の貯蔵役も兼ねる。
ナガオオズアリ P. ryukyuensis Ogata, 1982
オオズアリより小型。西表島と石垣島に分布するが、稀。
クロオオズアリ P. susanowo Onoyama & Terayama, 1999
石垣島だけに分布する。